# David Hockney
David Hockney, OM, CH, RA (sinh ngày 9 tháng 7 năm 1937) là một họa sĩ, người phác thảo, nhà in, nhà thiết kế sân khấu và nhiếp ảnh gia người Anh. Là một người có đóng góp quan trọng cho phong trào nghệ thuật pop của những năm 1960, ông được coi là một trong những nghệ sĩ Anh có ảnh hưởng nhất của thế kỷ XX.
Hockney đã sở hữu một ngôi nhà và studio ở Bridlington và Luân Đôn, và hai nhà ở California, nơi ông đã sống và nghỉ từ năm 1964: một ở Hollywood Hills, một ở Malibu, và một văn phòng và lưu trữ trên Đại lộ Santa Monica ở West Hollywood, California.
Tác phẩm của Hockney năm 1972 Portrait of an Artist (Pool with Two Figures) được bán đấu giá và phá kỷ lục thế giới dành cho một nghệ sĩ đang còn sống vào ngày 15 tháng 11 năm 2018 khi nó được bán với giá 90 triệu đô la (70 triệu bảng) tại nhà đấu giá Christie's Thành phố New York.

## Đời tư
Hockney sinh ra ở Bradford, Anh, trong gia đình Laura và Kenneth Hockney (một Người từ chối nhập ngũ vì lương tâm thấy không đúng trong chiến tranh thế giới thứ hai), là người con thứ tư trong năm người con của họ. Cậu học tại trường tiểu học Wellington, Bradford Grammar School, Bradford College of Art (nơi giáo viên của ông bao gồm Frank Lisle và các sinh viên khác bao gồm Norman Stevens, David Oxtoby và John Loker) và Royal College of Art ở Luân Đôn, anh gặp RB Kitaj.
Cậu đã học tại Trường tiểu học Wellington, Trường trung học Bradford, Cao đẳng Nghệ thuật Bradford (nơi giáo viên của cậu có Frank Lisle và bạn học của cậu bao gồm Norman Stevens, David Oxtoby và John Loker) và Cao đẳng Nghệ thuật Hoàng gia ở Luân Đôn, nơi anh gặp R. B. Kitaj. Trong khi ở đó, Hockney nói anh cảm thấy như ở nhà và tự hào về công việc của mình. Tại trường Cao đẳng Nghệ thuật Hoàng gia, Hockney có mặt tại triển lãm Young Contemporaries – cùng với Peter Blake – và họ đã thông báo pop art Anh đã đến. Ông có liên kết với phong trào, nhưng tác phẩm đầu của ông hiển thị các yếu tố chủ nghĩa biểu hiện, tương tự như một số tác phẩm của Francis Bacon. Khi RCA nói nó sẽ không cho phép anh ta tốt nghiệp nếu anh ta không hoàn thành một nhiệm vụ của một bản vẽ cuộc sống của một người mẫu nữ vào năm 1962, Hockney đã vẽ 'Life Painting for a Diploma' 'để phản đối. Anh đã từ chối viết một bài luận cần thiết cho kỳ thi cuối khóa, nói rằng anh chỉ nên được đánh giá trên các tác phẩm của mình. Nhận ra tài năng và danh tiếng ngày càng tăng của mình, RCA đã thay đổi các quy định của mình và trao bằng tốt nghiệp. Sau khi rời RCA, ông đã dạy tại trường nghệ thuật Maidstone trong một thời gian ngắn.
Ông đã chuyển đến Los Angeles năm 1964, nơi ông được truyền cảm hứng để thực hiện một loạt các bức tranh của hồ bơi trong môi trường acrylic tương đối mới sử dụng màu sắc rực rỡ. Nghệ sĩ sống qua lại giữa Los Angeles, Luân Đôn và Paris vào cuối những năm 1960 đến 1970. Năm 1974, ông bắt đầu một mối quan hệ cá nhân kéo dài một thập kỷ với Gregory Evans, người đã chuyển ông sang Hoa Kỳ vào năm 1976 và đến năm 2018 vẫn là một đối tác kinh doanh. Năm 1978, ông thuê một căn nhà ở Hollywood Hills, và sau đó mua và mở rộng nó để bao gồm studio của mình. Ông cũng sở hữu một ngôi nhà bãi biển rộng 1.643 foot vuông tại 21039 đường cao tốc Pacific Coast ở Malibu, nơi ông đã bán vào năm 1999 với giá khoảng 1,5 triệu đô la Mỹ.
Hockney là người đồng tính công khai, và đã công khai khám phá bản chất của tình yêu đồng tính trong bức chân dung của mình. Đôi khi, như trong We Two Boys Together Clinging (1961), được đặt tên theo một bài thơ của Walt Whitman, các tác phẩm đề cập đến tình yêu của anh dành cho nam giới. Năm 1963, ông vẽ hai người đàn ông cùng nhau trong bức tranh Cảnh trong nước, Los Angeles, một người tắm trong khi người kia rửa lưng. Vào mùa hè năm 1966, trong khi giảng dạy tại UCLA, ông gặp Peter Schlesinger, một sinh viên nghệ thuật đã đặt ra cho bức tranh và bản vẽ, và với người mà ông đã có quan hệ tình cảm.